# ウィリアム・デュシー (初代ダウン子爵)
初代ダウン子爵ウィリアム・デュシー（英語: William Ducie, 1st Viscount Downe KB、1615年ごろ – 1679年9月9日）は、アイルランド貴族。

## 生涯
初代準男爵サー・ロバート・デュシーと妻エリザベス（Elizabeth、旧姓ピオット（Pyott）、リチャード・ピオットの娘）の息子として、1615年頃に生まれた。
1657年3月7日に兄リチャードが死去すると、準男爵位と地所を継承した。
1661年4月23日、チャールズ2世の戴冠式でバス勲章を授与された。
1662年6月23日、フランシス・シーモア（Frances Seymour、1623年4月27日洗礼 – 1699年9月20日埋葬、初代トローブリッジのシーモア男爵フランシス・シーモアの娘）と結婚した。
1675年7月、アイルランド貴族であるクローニー男爵とダウン子爵に叙された。
1679年9月9日にチャールトンで死去、トートワースで埋葬された。ダウン子爵位は廃絶、準男爵位は弟ヘンリーの息子ウィリアムが継承した。